# Liste der Naturdenkmale in Sigmaringendorf
| Naturdenkmale | Anzahl |
| ------------- | ------ |
| FND           | 0      |
| END           | 2      |
| Gesamt        | 2      |

Die Liste der Naturdenkmale in Sigmaringendorf nennt die verordneten Naturdenkmale (ND) der im baden-württembergischen Landkreis Sigmaringen liegenden Gemeinde Sigmaringendorf. In Sigmaringendorf gibt es insgesamt zwei als Naturdenkmal geschützte Objekte, keines ist ein flächenhaftes Naturdenkmal (FND), beide sind Einzelgebilde-Naturdenkmale (END).
Stand: 1. November 2016.

## Einzelgebilde (END)
| Name                     | Bild | Kennung     | Einzelheiten    | Position | Fläche Hektar | Datum         |
| ------------------------ | ---- | ----------- | --------------- | -------- | ------------- | ------------- |
| Dorflinde                |      | 84371050001 | Sigmaringendorf | ⊙        | 0,0           | 18. Mai 1971  |
| Friedenslinde            | BW   | 84371050000 | Sigmaringendorf | ⊙        | 0,0           | 25. März 1935 |
| Legende für Naturdenkmal |      |             |                 |          |               |               |